# Grès de Sherburne
 (septembre 2016).
Le Grès de Sherburne est une formation géologique située dans l'État de New York. Elle renferme des fossiles datant de la période du Dévonien.